# Municipio Hecelchakán
Koordinaten: 20° 11′ N, 90° 8′ W
Hecelchakán ist ein Municipio im mexikanischen Bundesstaat Campeche. Das Municipio hat ca. 32.000 Einwohner (Zensus 2020) und ist 1275 km² groß. Verwaltungssitz und größter Ort des Municipios ist das gleichnamige Hecelchakán.

## Geschichte
Während der Mexikanischen Revolution fand Mitte März 1915 bei der Hacienda Blanca Flor (heute ein Hotel) in Hecelchakán eine Schlacht zwischen mexikanischen Bundestruppen und yukatekischen Sezessionisten statt. Staatschef Venustiano Carranza, der in einen Bürgerkrieg verstrickt war und darum nicht auf die Einnahmen aus dem Export von Henequen und Kaffee aus Yucatán verzichten konnte, hatte eine Armeeabteilung unter Salvador Alvarado (1880–1924) entsandt, um die Sezession zu unterdrücken. Nach einem weiteren Sieg der Bundestruppen in der Schlacht bei Halacho (im gleichnamigen Municipio des Bundesstaats Yucatán) und ihrem siegreichen Einzug in Merida am 29. März 1915, war die Sezession nach weniger als einem halben Jahr beendet.

## Geographie
Das Municipio Hecelchakán liegt im Norden des mexikanischen Bundesstaats Campeche auf Höhen unter 100 m. Es zählt zur Gänze zur physiographischen Provinz der Halbinsel Yucatán sowie zu gut 62 % Subprovinz des yucatekischen Karsts und zu knapp 38 % zum Hügel- und Karstland von Campeche. Die Geologie des Municipios wird zu 81 % von Kalkstein bestimmt bei über 12 % lakustrischen Ablagerungen; vorherrschender Bodentyp ist der Leptosol (74 %) bei fast 10 % Nitisol. Das Municipio liegt zur Gänze in der hydrographischen Region Yucatán Norte. Etwa 60 Prozent der Gemeindefläche sind bewaldet.
Das Municipio Hecelchakán grenzt an die Municipios Calkiní, Hopelchén und Tenabo sowie an den Golf von Mexiko.

## Bevölkerung
Beim Zensus 2010 wurden im Municipio 28.306 Menschen gezählt. Davon wurden 11.177 Personen als Sprecher einer indigenen Sprache registriert, darunter 10.980 Sprecher des Mayathan. Über 11 % der Bevölkerung waren Analphabeten. 10.255 Einwohner wurden als Erwerbspersonen registriert, wovon ca. 75 % Männer bzw. 3 % arbeitslos waren. Knapp 15 % der Bevölkerung lebten in extremer Armut.

## Orte
Das Municipio Hecelchakán umfasst 25 bewohnte localidades, von denen der Hauptort sowie Pomuch vom INEGI als urban klassifiziert ist. Sechs Orte wiesen beim Zensus 2010 eine Einwohnerzahl von über 1000 auf, elf Orte hatten weniger als 100 Einwohner. Die größten Orte sind:
| Ort                     | Einwohner |
| Hecelchakán             | 10.285    |
| Pomuch                  | 08.694    |
| Pocboc                  | 01.624    |
| Cumpich                 | 01.587    |
| Yalnón (Campo Menonita) | 01.151    |
| Santa Cruz              | 01.118    |
| Dzitnup                 | 00.891    |
| Chunkanán               | 00.885    |
| Nohalal                 | 00.522    |